# کتابشناسی موضوعی-تاریخی از چاپکرده و نوشته‌های ایرج افشار
کتابشناسی موضوعی - تاریخی: از چاپکرده و نوشته‌های ایرج افشار کتابی به نویسندگی میلاد عظیمی است که در سال ۱۳۹۷ توسط نشر خانه کتاب به زبان فارسی منشتر شد. این کتاب در زمینه کلیات بوده و در زمستان ۱۳۹۷ در فهرست نامزدهای دریافت جایزه کتاب سال قرار گرفت.
کتاب کتابشناسی موضوعی - تاریخی: از چاپکرده و نوشته‌های ایرج افشار به عنوان یکی از برگزیدگان سی و ششمین دوره کتاب سال ایران انتخاب شد.
مراسم سی و ششمین دوره جایزه کتاب سال و بیست و ششمین دوره جایزه جهانی کتاب سال با حضور حسن روحانی، رئیس‌جمهوری ایران ۱۶ بهمن ۱۳۹۷ در تالار وحدت برگزار شد.

## دربارهٔ کتاب
این کتاب جلد سوم از مجموعه کتابشناسی موضوعی- تاریخی از چاپکرده‌ها و نوشته‌های ایرج افشار، منتشر شده در سال‌های ۱۳۲۳–۱۳۹۵ است. این مجموعه با هدف راهنمایی پژوهشگران حوزه‌های کتابشناسی، ایرانشناسی و یزدشناسی و تهیه فهرستی جامع از نوشته‌ها و چاپکرده‌های استاد افشار تنظیم شده‌است.

## جوایز
- کتاب برگزیده سال ۱۳۹۸[۴]